# Departamento de Tareas Especiales
El Departamento de Tareas Especiales (en georgiano: განსაკუთრებულ დავალებათა დეპარტამენტი), abreviado DTE (გდდ), es un organismo de seguridad georgiano subordinado al Ministerio del Interior. Desde septiembre de 2019, el Departamento ha estado dirigido por Zviad Kharishvili.
El Departamento ha sido acusado de haber sido partícipe en un fraude electoral en las elecciones parlamentarias de Georgia de 2024 y violencia sistemática contra manifestantes opositores y periodistas durante las protestas que precedieron a las elecciones. Varios miembros del Departamento dimitieron a principios de diciembre de 2024 y se invocaron sanciones internacionales contra Zviad Kharazishvili.

## Estructura
Desde septiembre de 2019, Zviad Kharishvili, fue jefe del Departamento de Tareas Especiales.  En relación con su papel en el presunto fraude electoral en las elecciones parlamentarias de 2024 y la violencia contra los manifestantes, Kharazishvili fue sancionado por las autoridades de los EE. UU., Reino Unido, Lituania, Letonia y Estonia.
A partir de diciembre de 2024, Mirza Kezevadze es el subdirector del Departamento de Tareas Especiales.
Irakli Shaishmelashvili fue jefe del departamento de planificación operativa del Departamento de Tareas Especiales hasta su dimisión el 3 de diciembre de 2024. Cuatro de sus adjuntos y otros cuarenta y cuatro miembros del Ministerio del Interior también dimitieron a principios de diciembre. Shaismelashvili afirmó que Kezevadze lo agredió físicamente después de anunciar su renuncia y que, como resultado de su renuncia, recibió amenazas de muerte contra él y su familia. A finales de diciembre, después de abandonar Georgia por su seguridad y la de su familia, Shaishmelashvili concedió una extensa entrevista. Afirmó que la violencia policial era sistemática y se llevaba a cabo bajo órdenes dadas por Kharazishvili y por el fundador del partido gobernante, Sueño Georgiano, Bidzina Ivanishvili, quienes, según Shaishmelashvili, son socios cercanos entre sí. Shaishmelashvili afirmó que no se estaban realizando investigaciones sobre la violencia policial y que no estaba previsto realizar ninguna.

### Unidades
El Departamento de Tareas Especiales incluye una unidad de unidades robóticas y una unidad de detención para su uso en manifestaciones callejeras. Durante la segunda ola de protestas en Georgia, ambas unidades estuvieron presentes en las protestas. Para evitar ser procesados, los empleados presentes en las protestas no llevaban identificación en sus uniformes. Según Irakli Shaishmelashvili, la decisión de que los empleados del Ministerio del Interior sean anónimos fue tomada en 2021 por el jefe del Departamento, Zviad Kharazichvili.

## Instalaciones
A finales de octubre de 2024, el primer ministro Irakli Kobajidze inauguró en un lugar desconocido un nuevo edificio de tres plantas y 20.000 m² para 150 empleados, que incluye espacios de almacenamiento de armas, un comedor y un gimnasio para la División Principal de Operaciones Especiales del Departamento de Tareas Especiales.

## Controversias

### Denuncias de implicación en un fraude electoral

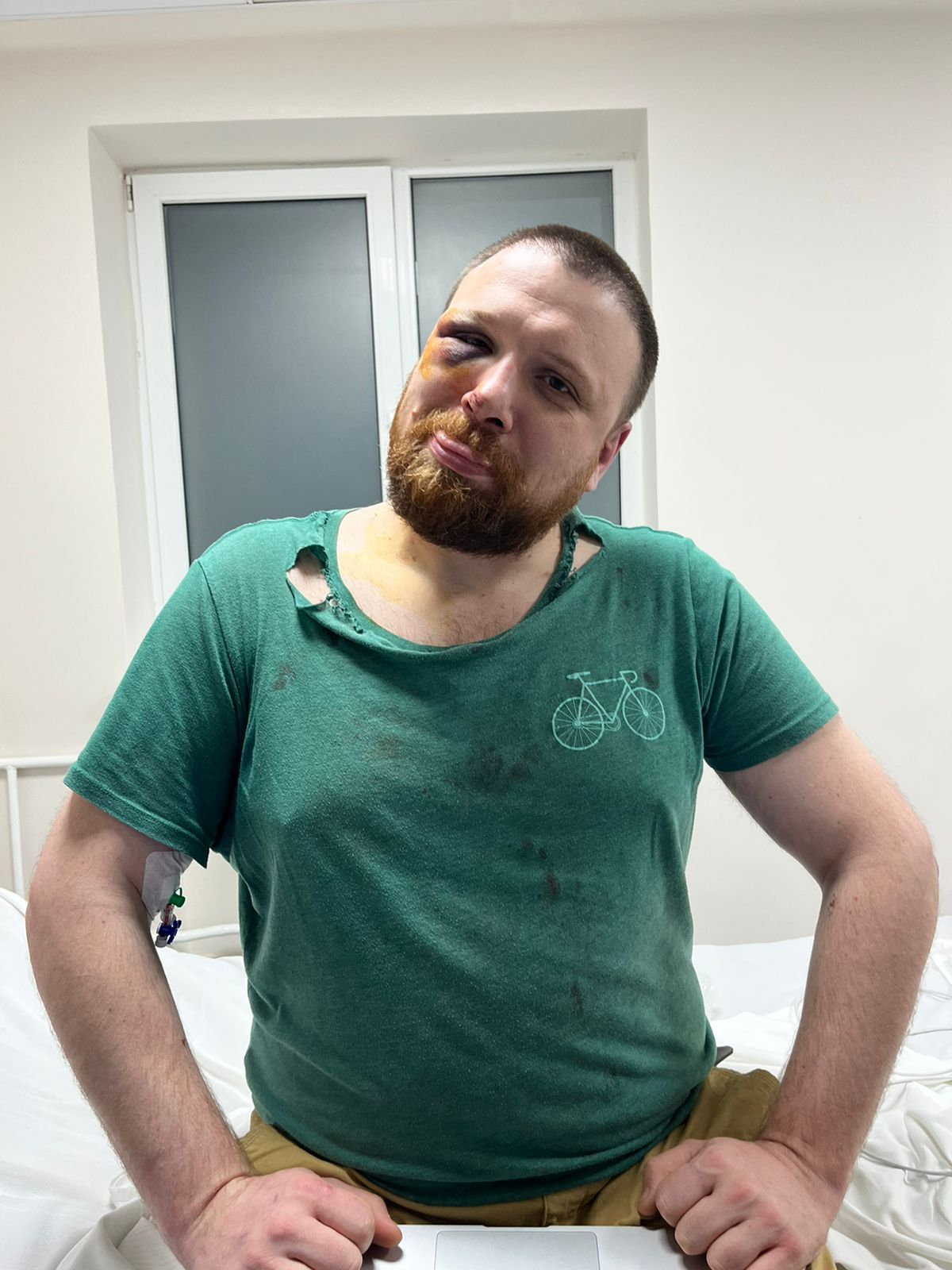
Manifestante opositor que fue brutalmente golpeado por agentes del DTE.

El 20 de octubre, varios días antes de las elecciones parlamentarias georgianas del 26 de octubre de 2024, un empleado del Departamento de Tareas Especiales en Zugdidi informó sobre los preparativos para las elecciones. El Departamento solicitó a los empleados que proporcionaran listas de familiares y parientes clasificándolos según tuvieran mayor probabilidad de votar por Sueño Georgiano o por candidatos alternativos. Se solicitó a los empleados que entregaran físicamente al Departamento los documentos de identificación de los posibles candidatos alternativos para votar. Transparencia Internacional Georgia (TI Georgia) consideró que estas acciones eran ilegales según la ley de privacidad de la información y el derecho penal de Georgia, y como "una interferencia con la voluntad de los votantes, una violación del secreto del voto y un abuso de la autoridad oficial". TI Georgia describió la acción del Departamento como una repetición de un plan a gran escala de compra de votos documentado en su estudio de 2022 sobre elecciones anteriores.

### Violaciones a los derechos humanos
Durante las protestas que acontecieron en 2024 y 2025, «el comportamiento violento, el uso excesivo de la fuerza y las palizas a los manifestantes» fueron un patrón sistemático bajo el mando de Kharazishvili e Ivanishvili, según Shaishmelashvili. El objetivo de la violencia era intimidar a los manifestantes para que no realizaran nuevas manifestaciones.
Data Kharaishvili afirmó que los empleados del Departamento de Tareas Especiales le dieron patadas en la cara y le arrancaron un pendiente de la oreja durante una protesta el 3 de diciembre. Kharaishvili denunció que Kharazishvili estaba presente y filmó las palizas mientras los detenidos eran obligados a elogiar a Kharazishvili o, de lo contrario, serían golpeados aún más.